# 横塚力
横塚 力（よこつか りき、1994年11月22日 - ）は、日本棋院所属の囲碁棋士。小松英樹九段門下。東京都出身。東京都立白鷗高等学校、東京理科大学（建築学科）卒業。妻は囲碁棋士の藤沢里菜。

## 経歴
2005年、少年少女囲碁大会 全国大会 小学生の部で第4位となる。
2012年、世界アマ日本代表決定戦で準優勝。朝日アマ囲碁名人戦全国大会（挑戦者決定戦）で準優勝。全日本学生囲碁十傑戦で第9位となる。
2014年、外来で冬季棋士採用試験 本戦に臨み、12勝3敗で2位となりプロ入り。2015年1月1日入段。
2017年、前年賞金ランキング 初段2位となり二段に昇段。
2018年、前年賞金ランキング 二段2位となり三段に昇段。
2019年、本因坊戦の最終予選決勝で伊田篤史を破り リーグ入りを果たすも、1勝6敗で陥落。七段に昇段。
2020年、天元戦の本戦に出場するも、一回戦で許家元に敗れる。
2022年、棋聖戦Cリーグ3勝2敗で残留。
2023年、棋聖戦Cリーグ4勝1敗で昇格。
2024年、棋聖戦B2リーグ3勝4敗で陥落。広島アルミ杯・若鯉戦で広瀬優一に勝ち優勝。

### 良績
- 本因坊戦リーグ入り（第75期）[13]
- 天元戦本戦進出（第46期）[15]
- 棋聖戦Bリーグ入り（第49期）[17]
- 広島アルミ杯・若鯉戦優勝（第19回）

### 昇段履歴
| 段位 | 日付          | 昇段規定                           |
| ---- | ------------- | ---------------------------------- |
| 初段 | 2015年1月1日  | 冬季棋士採用試験 本戦 12勝3敗で2位 |
| 二段 | 2017年1月1日  | 賞金ランキング 初段2位             |
| 三段 | 2019年1月1日  | 賞金ランキング 二段2位             |
| 七段 | 2019年8月23日 | 本因坊リーグ入り                   |